# Jo Partridge
Jo Partridge (Redruth, 29 mei 1954) is een Brits gitarist.
Partridge is nooit vast lid geweest van een band, maar is door talloze artiesten ingeschakeld om de gitaarpartijen in te spelen. Onder die artiesten bevinden zich:
- Jeff Wayne met Jeff Wayne's Musical Version of The War of the Worlds,
- Justin Hayward,
- Phil Collins met Face Value,
- Roger Daltrey,
- Cockney Rebel en Steve Harley.

Hij was bijna vast bandlid geworden van Strawbs, met/voor wie hij Heartbreak Hill opnam in 1979, maar die band werd vlak na de opnamen opgeheven, doordat leider Dave Cousins naar Radio Tees ging en zich tijdelijk terugtrok uit de muziekwereld.